# 布賴恩鎮區 (北達科他州格里格斯縣)
布賴恩鎮區（英語：Bryan Township）是位於美國北達科他州格里格斯縣的一個鎮區。

## 地方資料
布賴恩鎮區的面積為93.15平方千米，當中陸地面積為93.10平方千米，而水域面積為0.05平方千米。根據2020年美國人口普查的數據，當地共有人口50人，而人口密度為每平方千米0.54人。